# Občina Lovrenc na Pohorju
Občina Lovrenc na Pohorju je ena od občin v Republiki Sloveniji z okoli 3000 prebivalci na severnem pobočju Pohorja s središčem v Lovrencu na Pohorju.

## Naselja v občini
Činžat, Kumen, Lovrenc na Pohorju, Puščava, Rdeči Breg, Recenjak, Ruta